# Tokudaia osimensis
Tokudaia osimensis (Tokudaia osimensis  Abe, 1933) è un roditore della famiglia dei Muridi endemico dell'isola di Amami Ōshima, nelle isole Ryūkyū.

## Descrizione

### Dimensioni
Roditore di medie dimensioni, con la lunghezza della testa e del corpo tra 103 e 160 mm, la lunghezza della coda tra 83,5 e 135 mm, la lunghezza del piede tra 28,8 e 34 mm e la lunghezza delle orecchie tra 22 e 23 mm.

### Aspetto
La pelliccia è densa e lunga, Le parti dorsali sono arancioni con riflessi marrone scuro, densamente cosparse di peli spinosi grigi lunghi fino a 20 mm con le punte nerastre, mentre le parti ventrali variano dal bianco al grigio. Intorno al muso e agli occhi sono presenti peli lunghi fino a 30 mm. La coda è più corta della testa e del corpo. Le femmine hanno due paia di mammelle. Il cariotipo è 2n=25 FN=46.

## Biologia

### Comportamento
È una specie terricola e probabilmente notturna. 

### Alimentazione
Si nutre di semi di Chinquapin, patate dolci e di formiche e le loro larve.

### Riproduzione
Gli accoppiamenti avvengono tra ottobre e dicembre. Danno alla luce 1-7 piccoli alla volta.

## Distribuzione e habitat
Questa specie è endemica dell'isola di Amami Ōshima, nelle Isole Ryukyu, Giappone. Vive nelle foreste di Chinquapin.

## Conservazione
La IUCN Red List, considerato l'areale limitato e degradato, la predazione da parte di cani, gatti e manguste introdotte e la competizione con il ratto nero, classifica T.osimensis come specie in pericolo (EN).